# L'isola (film 2006)
Ostrov (Остров, L'isola) è un film del 2006 diretto da Pavel Lungin. Le riprese si sono svolte nella città di Kem', in Carelia, sulle rive del Mar Bianco.

## Sinossi
1942. Mentre infuria la seconda guerra mondiale, un rimorchiatore sovietico viene bloccato e assaltato dalla marina tedesca al largo del Mar Bianco. Un marinaio molto giovane, preso dal panico, esegue l'ordine impartitogli da un ufficiale nazista e spara per uccidere il comandante credendo così di aver salva la vita; non sa tuttavia che il rimorchiatore è stato minato e salta in aria poco dopo. Il marinaio, salvatosi fortuitamente dall'esplosione si ritira in vita monastica sull'isola e per tutta la vita sarà tormentato dal rimorso del peccato commesso. Egli diventa padre Anatolij, un misterioso e anziano monaco che, si dice, sia in grado di operare miracolose guarigioni. Tra i visitatori che di tanto in tanto si rivolgono al sacerdote arriva, un giorno, un ammiraglio che chiede al prete di provare a guarire la figlia in preda a una forma di pazzia. Padre Anatolij gli dice invece che la figlia è posseduta e la porta sull'isolotto in cui si è sempre ritirato a pregare. Dopo la preghiera la donna viene restituita serena e libera al padre. L'ammiraglio chiede a padre Anatolij cosa può fare in cambio per lui e questi gli confessa il proprio delitto per scaricare la sua coscienza tormentata; questi allora gli dice di stare tranquillo perché il suo comandante non era morto. Gli svela poi alcuni dettagli: lo ha solo ferito ad una mano e caduto in acqua si è salvato; con ciò si rivela come il suo comandante che lo ha perdonato già. Il monaco finalmente troverà la pace agognata e potrà morire in grazia di Dio.

## Valore dell'opera
Il film ha una colonna sonora di alto valore artistico, con un lirismo che infonde un profondo senso mistico e religioso. Tutto lo svolgimento del film, le immagini e i dialoghi rappresentano una continua preghiera, un ininterrotto dialogo con Dio. L'ambiente, desolante nei primi minuti, contribuisce subito dopo a trasferire la percezione dello spettatore in una dimensione assolutamente diversa. La recitazione è semplice, ispirata, naturale.

## Riconoscimenti
L'isola è stato il film di chiusura della Mostra del Cinema di Venezia 2006.
Ha vinto i premi Nika 2007 come miglior film, regista, attore protagonista, attore non protagonista, fotografia, suono.